# تيزواتر
تيزواتر (بالإنجليزية: Teeswater)‏ هي سلالة أغنام بمنطقة تيزدال بشمال اٍنجلترا.
هي سلالة ذات صوف طويل، ولدت (فعل التوليد) من قبل المزارعين لمدة 200 عام في شمال اٍنجلترا، شهدت السلالة نذرة خلال سنوات العشرينات من القرن العشرين لتشهد اٍنتعاشا جديدا بعد الحرب العالمية الثانية، لتنتشر بعد ذلك في كافة أنحاء المملكة المتحدة. صنف تأمين بقاء السلالات النادرة هذه السلالة مع المهددة بالاٍنقراض.
تربى هذه السلالة أساسا من أجل لحومها.